# Grove Dictionary of Music and Musicians

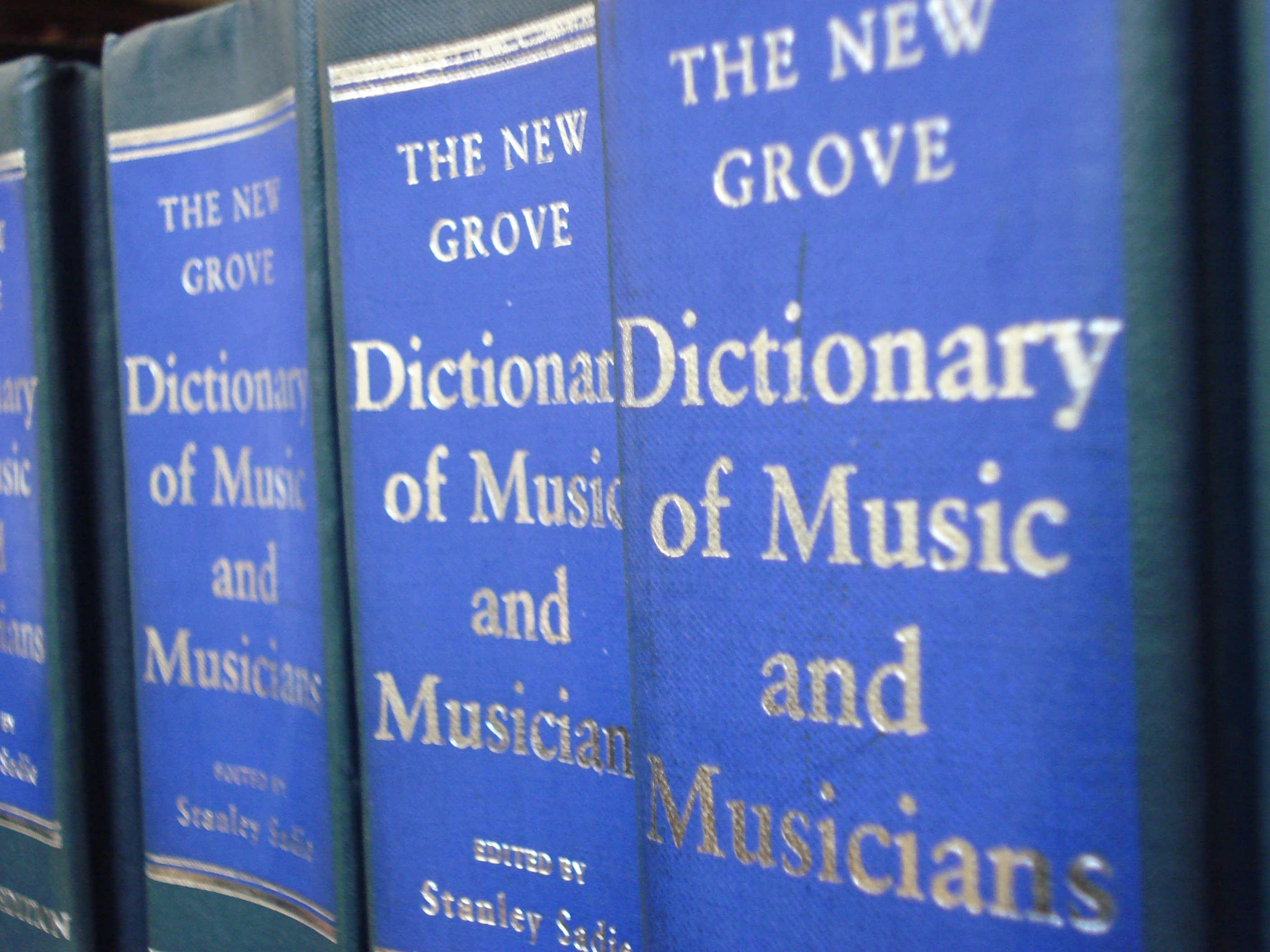
Los lomos azules del "New Grove Dictionary".

The Grove Dictionary of Music and Musicians (Diccionario Grove de la Música y los Músicos) es un diccionario enciclopédico de música y músicos, considerado por muchos estudiosos como la mejor fuente referencial en su tema en inglés. Junto con el Musik in Geschichte und Gegenwart, es la obra referencial más amplia de la música occidental. Inicialmente realizado con la visión y el estilo de George Grove, adquirió una nueva talla con Stanley Sadie y es la fuente referencial líder en inglés tanto en información enciclopédica como bibliográfica.

## Ediciones

### Diccionario Grove
Fue impreso por primera vez en 1878 como A Dictionary of Music and Musicians en cuatro volúmenes editados por Sir George Grove con un apéndice y un índice. La segunda edición, en cinco volúmenes, fue editada por J. A. Fuller Maitland y publicada entre 1904 y 1910. La tercera edición, también en cinco volúmenes, fue editada por H. C. Colles y publicada en 1927. La cuarta edición, también editada por Colles, fue publicada en cinco volúmenes más un suplemento en 1940. La quinta edición, en nueve volúmenes, fue editada por Eric Blom y publicada en 1954. Un volumen suplementario apareció en 1961.

### The New Grove, 1.ª edición
Cuando apareció la siguiente edición en 1980, fue bajo el nuevo nombre de The New Grove Dictionary of Music and Musicians, y fue ampliamente expandida a veinte volúmenes con 22,500 artículos y 16,500 biografías. Fue editado por Stanley Sadie.
Fue reimpreso con correcciones menores cada año siguiente hasta 1995, excepto en 1982 y 1983. A mediados de los años 1990, el juego completo costaba alrededor de $2300. Una edición con tapas de papel fue reimpresa en 1995 que costaba $500. En este punto, los editores decidieron concentrarse en la 2.ª edición antes que seguir corrigiendo los errores de la edición original de 1980.
- ISBN 0-333-23111-2 - con tapas duras
- ISBN 1-56159-174-2 - con tapas de papel
- ISBN 0-333-73250-2 - edición especial británica
- ISBN 1-56159-229-3 - edición especial americana

### The New Grove, 2.ª edición
La segunda edición con este título (la séptima en total) fue publicada en 2001, en veintinueve volúmenes. También estuvo disponible por subscripción en el Internet en un servicio llamado Grove Music Online. Fue nuevamente editada por Stanley Sadie, y el productor ejecutivo fue John Tyrrell. Originalmente iba a ser editada en CD-ROM, pero se abandonó este plan. Como Sadie escribe en el prefacio, "La expansión más grande en la presente edición ha sido el cubrir los compositores del siglo XX".
Esta edición ha sido objeto de algunas críticas (por ejemplo en Private Eye) debido al número de errores tipográficos y de hecho que contiene. Ha sido reportado que estos se debieron en parte a los estudiantes que fueron llamados a revisarla, si bien ningún estudiante ha sido empleado como parte del personal editorial. Dos volúmenes fueron relanzados en versiones corregidas después de la publicación, debido a errores de producción que causaron la omisión de secciones de la lista de composiciones de Ígor Stravinski y la bibliografía de Richard Wagner.
- ISBN 0-333-60800-3 - Gran Bretaña
- ISBN 1-56159-239-0 - América (cloth: alk.paper)

### Grove Music Online
Desde su publicación, la edición en línea del New Grove ha sido continuamente mantenida bajo la dirección editorial de Laura Macy. Actualizaciones regulares son hechas en el contenido de la enciclopedia, incluyendo un largo número de revisiones y adiciones para los nuevos artículos. Además de los 29 volúmenes de la 2.ª edición del New Grove, Grove Music Online incorpora los 4 del New Grove Dictionary of Opera (ed. Stanley Sadie, 1992) y los 2 del New Grove Dictionary of Jazz, 2.ª edición (ed. Barry Kernfeld, 2002), abarcando un total de más de 50.000 artículos.

## Estatus
El New Grove generalmente es la primera fuente que los musicólogos usan cuando comienzan a investigar o buscar información sobre la mayoría de temas. Su gran alcance y sus amplias bibliografías lo hacen enormemente valioso para cualquier estudioso con conocimientos de inglés.
El diccionario era publicado por Macmillan Publishers pero fue vendido en 2004 a Oxford University Press. Su principal competidor es el prestigioso Musik in Geschichte und Gegenwart ("MGG"), que cuenta actualmente con diez volúmenes sobre temas musicales y diecisiete con biografías de músicos, publicado en alemán.
Dado su estatus y amplitud, las copias del New Grove son costosas; la edición impresa cuesta más de 2000 dólares, mientras que la subscripción anual al Grove Music Online es de 300. Aun así, es un libro de referencia esencial en cualquier biblioteca musical, y es común encontrarlo en las bibliotecas  de cualquier conservatorio.
La serie de cuatro volúmenes, New Grove Dictionary of Opera, es la referencia principal en inglés sobre la ópera.

## Contenido
La edición de 2001 contiene:
- 29.499 artículos en total
  - 5.623 artículos completamente nuevos
- 20.374 biografías de compositores, intérpretes y escritores de música
  - 96 artículos sobre directores de teatro
- 1.465 artículos sobre estilos, términos y géneros
  - 283 artículos sobre conceptos
- 805 artículos sobre regiones, países y ciudades
  - 580 artículos sobre música antigua y religiosa
  - 1.327 artículos sobre música del mundo
  - 1.221 artículos sobre música popular, música ligera y jazz
- 2.261 artículos sobre instrumentos y sus fabricantes, y práctica de ejecución
  - 89 artículos sobre acústica
- 693 artículos sobre impresión y publicación
  - 174 artículos sobre notación
  - 131 artículos sobre fuentes